# SIAM Journal on Control and Optimization
Le SIAM Journal on Control and Optimization est une revue scientifique à comité de lecture qui publie des articles de revue dans tous les domaines des mathématiques appliquées. Elle est publiée par la Society for Industrial and Applied Mathematics (SIAM). Elle fait partie des dix-huit revues scientifiques publiées par la SIAM.
Elle a été fondée en 1963 sous le titre Journal of the Society for Industrial and Applied Mathematics Series A: Control avec J. E. Bertram comme directeur de publication, puis renommée SIAM Journal on Control en 1966, et elle prend son nom actuel en 1976. Le directeur actuel (en 2019) est George Yin.
Le journal publie des articles de recherche originaux sur les mathématiques et les applications de la théorie du contrôle et certaines parties de la théorie de l'optimisation. De manière ponctuelle, la revue publie également des études de synthèse dans des domaines importants de la théorie du contrôle et de l'optimisation dont le niveau de maturité permet une exposition claire et unifiée. « Les domaines englobent des techniques mathématiques et d'applications scientifiques, techniques, économiques et industrielles. Il s'agit notamment des méthodes stochastiques et déterministes de contrôle, d'estimation et d'identification des systèmes ; de la modélisation et de la réalisation de systèmes de contrôle complexes ; de l'analyse numérique et des méthodes de calcul des processus de contrôle et des questions connexes ; et de l'élaboration de théories et techniques mathématiques qui permettent de mieux présenter des problèmes anciens ou fournissent la base des progrès de la théorie et de l'optimisation du contrôle. Dans le domaine de l'optimisation, le journal se concentre sur les parties pertinentes pour les systèmes dynamiques et de contrôle ». 
Le journal publie un volume par an composé de 6 numéros. Le facteur d'impact donné par bioxio est de 1,450 pour un total de 135 articles parus en 2016, sur un total de 3378 pages